# 妹背牛町
妹背牛町（日语：／ Moseushi chō */?）為一個位於日本北海道空知綜合振興局北部的城鎮，地處石狩平原北端、雨龍平原的中央。町內地勢平坦，中心地區位於石狩川右岸，周圍佈滿稻田。
町名源自阿伊努語的地名「mose-us-i」，意思是蕁麻叢生的地方；根據此發音，最初使用的漢字曾經為「望畝有志」，後改為現在使用的「妹背牛」。

## 歷史
- 1890年：華族（日本的貴族）成立「華族聯合雨龍農場」（華族組合雨竜農場）。
- 1923年1月1日：妹背牛村從深川町（現在的深川市）分村。
- 1952年2月11日：改制為妹背牛町。

## 交通

### 機場
- 旭川機場（位於東神樂町）

### 鐵路
- 北海道旅客鐵道
  - 函館本線：妹背牛車站

### 道路
| 主要地方道 - 北海道道47號深川雨龍線 - 北海道道94號增毛稻田線 | 道道 - 北海道道280號妹背牛停車場線 - 北海道道282號沼田妹背牛線 - 北海道道628號小藤沼田線 |

### 巴士
- 空知中央巴士

## 教育

### 高等學校
- 道立妹背牛商業高等學校

### 中學校
- 妹背牛町立妹背牛中學校

### 小學校
- 妹背牛町立妹背牛小學校

## 本地出身之名人
- 後藤悠仁：小提琴家
- 關口仁：作曲家
- 吉原知子：日本排球隊國家代表
- 關吉雅人：前職業棒球選手
- 高橋成明：單板滑雪選手

## 外部連結
- （日語）妹背牛冰壺協會